# Consistoire Marseille
Das Consistoire Marseille (Consistoire israélite de Marseille; C.I.M.), mit Sitz in der südfranzösischen Stadt Marseille, wurde wie das Consistoire central israélite und weitere zwölf regionale Konsistorien von Napoleon durch ein kaiserliches Dekret vom 15. März 1808  geschaffen.

## Aufgaben
Die Konsistorien, die einen halbstaatlichen Status erhielten, sollten nach protestantischem Vorbild die inneren Angelegenheiten der jüdischen Glaubensgemeinschaft regeln. Das Konsistorium hatte den Kultus zu verwalten, die Juden zur Ausübung nützlicher Berufe anzuhalten und den Behörden die jüdischen Rekruten zu benennen.
In der dreigliedrigen hierarchischen Struktur stand oben das Consistoire central israélite (Zentrales Konsistorium) in Paris, dem die regionalen Konsistorien (Consistoires régionaux) unterstanden, und diesen waren die einzelnen jüdischen Gemeinden (communautés juives) untergeordnet. Die Konsistorien hatten die Aufgabe, die Religionsausübung innerhalb der staatlichen Gesetze zu überwachen und die Steuern festzulegen und einzuziehen, damit die Organe der jüdischen Konfession ihre Ausgaben bestreiten konnten.
Mit dem 1905 in Kraft getretenen Gesetz zur Trennung von Kirche und Staat endete die Zeit der Konsistorien. Die jüdischen Gemeinden mussten sich nun als Vereinigungen (associations) konstituieren und ohne staatliche Zuwendungen auskommen.

## Mitglieder
Jedes regionale Konsistorium besaß einen Großrabbiner und vier Laienmitglieder, die von den jüdischen Notabeln der angeschlossenen Gemeinden gewählt wurden.

## Gemeinden
Nach dem Annuaire israélite für 1855/56 war das Konsistorium Marseille für die jüdischen Gemeinden der Départements Bouches-du-Rhône, Vaucluse, Gard, Hérault, Isère, Rhône, Var, Basses-Alpes, Hautes-Alpes, Ardèche, Drôme, Loire, Haute-Loire, Lozère und für die Region Korsika zuständig. Die angeschlossenen jüdischen Gemeinden hatten im Jahr 1855 ungefähr 4.600 Mitglieder:
- Jüdische Gemeinde Marseille, 1.500 Personen
- Jüdische Gemeinde Aix-en-Provence, 153 Personen
- Jüdische Gemeinde Avignon, 180 Personen
- Jüdische Gemeinde Carpentras, 280 Personen
- Jüdische Gemeinde Lyon, 1.200 Personen (ab 1857 beim Consistoire Lyon)
- Jüdische Gemeinde Montpellier, 120 Personen
- Jüdische Gemeinde Nîmes, 460 Personen
- Jüdische Gemeinde Orange, 180 Personen
- Jüdische Gemeinde Pont-Saint-Esprit, 70 Personen
- Jüdische Gemeinde Saint-Étienne, 120 Personen
- Jüdische Gemeinde Salon-de-Provence, 110 Personen

Nach der Neueinteilung der regionalen Konsistorien im Jahr 1872 gehörten dem Konsistorium Marseille folgende Gemeinden an:
- Jüdische Gemeinde Marseille
- Jüdische Gemeinde Aix-en Provence
- Jüdische Gemeinde Allais
- Jüdische Gemeinde Arles
- Jüdische Gemeinde Avignon
- Jüdische Gemeinde Cavaillon
- Jüdische Gemeinde Carpentras
- Jüdische Gemeinde L’Isle-sur-la-Sorgue
- Jüdische Gemeinde Montpellier
- Jüdische Gemeinde Nice
- Jüdische Gemeinde Nîmes
- Jüdische Gemeinde Orange
- Jüdische Gemeinde Pont-Saint-Esprit
- Jüdische Gemeinde Saint-Rémy
- Jüdische Gemeinde Salon-de-Provence
- Jüdische Gemeinde Sète
- Jüdische Gemeinde Tarascon
- Jüdische Gemeinde Toulon